# Nathaniel Curran
Pour les articles homonymes, voir Curran.
Nathaniel Robert Curran est un surfeur professionnel américain né le 6 août 1984 à Fallbrook, en Californie, aux États-Unis.

## Palmarès

### Titres
- 2008 : Champion du monde WQS 2008

### Victoires
- 2008 : Sooruz Lacanau Pro, Lacanau, Gironde, France (WQS 6 étoiles)
- 2008 : Honda Men's US Open,Huntington Beach, Californie, États-Unis (WQS 6 étoiles)
- 2005 : Newport Classic Californie, États-Unis (WQS 2 étoiles)

### Championnats
- 2007 : 101e en WQS
- 2007 : 10e ASP North America

## Saison 2008

### Objectif
Son objectif 2008 : terminer dans les 10 premiers en WQS et ainsi accéder au WCT

### WQS
Il termine Champion et est qualifié pour le WCT 2009.